# Toshio Mura
Toshio Mura (村 外志夫, Mura Toshio); (7 de dezembro de 1925 – 9 de agosto de 2009) foi um professor de engenharia.
Nasceu em Ono, uma pequena vila portuária de Kanazawa, Japão, em 7 de dezembro de 1925. Obteve um doutorado no Departamento de Matemática Aplicada da Universidade de Tóquio em 1954. Lecionou na Universidade de Meiji de 1954 a 1958. Em 1958 foi para os Estados Unidos a fim de trabalhar no Departamento de Ciência dos Materiais da Universidade Northwestern em Evanston, Illinois. Tornou-se professor do Departamento de Engenharia Civil em 1966 e aposentou-se em 1996.
Foi eleito membro da Academia Nacional de Engenharia dos Estados Unidos (NAE) em 1986, por suas contribuições à área da micromecânica.
Mura foi interessado na micromecânica de sólidos. Exemplos da micromecânica são mecânica da fratura e fadiga dos materiais, análise matemática de deslocamentos e inclusões em sólidos, caracterização mecânica de películas finas, cerâmica e materiais compostos.
Mura foi também interessado em problemas inversos. Sua pesquisa visou predizer danos inelásticos em sólidos conhecendo deslocamentos superficiais sobre a superfície dos sólidos, incluindo predição de terremoto conhecendo a superfície da terra. Os problemas inversos desempenham um papel fundamental em avaliação qualitativa não-destrutiva de materiais.
Mura morreu de complicações relativas ao coração em 9 de agosto de 2009, aos 83 anos de idade.

## Publicações selecionadas
- Mura, T. 1969. Mathematical Theory of Dislocations. Proceedings of ASME Symposium, Northwestern University.
- Mura, T. 1981. Mechanics of Fatigue. AMD-Vol. 47. Proceedings of ASME Symposium.
- Mura, T. 1987. Micromechanics of Defects in Solids (2nd ed.). The Netherlands: Martinus Nijhoff.
- Mura, T., and T. Koya. 1992. Variational methods in mechanics. Oxford University Press.